# Base aérienne Hasanuddin

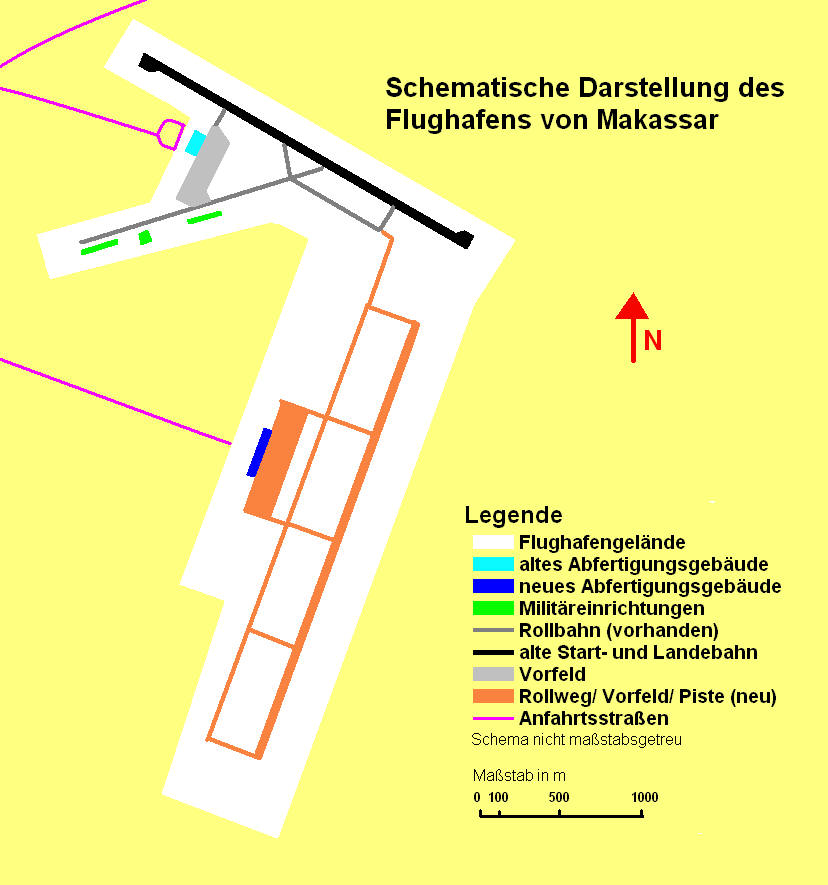
Plan de la base aérienne Hasanuddin

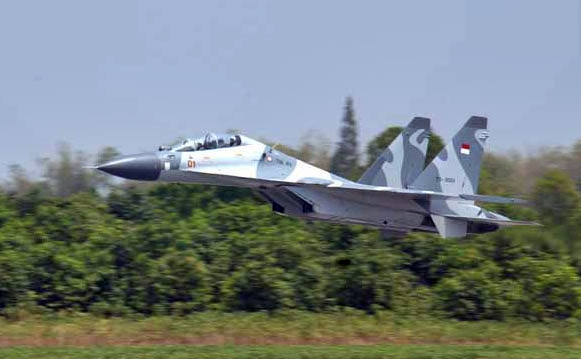
Sukhoi Su-30 MK2 de l'armée de l'air indonésienne

La base aérienne Hasanuddin est une base de l'armée de l'air indonésienne. C'est le siège de son 2e commandement opérationnel. 
La base abrite les unités suivantes :
- Skadron Udara 5, équipé de Boeing 737-2X9,
- Skadron Udara 11, équipé de 5 Sukhoi Su-27SKM et 11 Su-30MK2 de fabrication russe, qui remplacent de vieux A-4 Skyhawk de fabrication américaine.

La base utilise les mêmes pistes que l'aéroport international de Makassar.